# Lista de bispos de Edessa
Lista dos bispos da cidade de Edessa na Mesopotâmia.

## Arcebispos bizantinos
Lista baseada nos registros da Crônica de Edessa (c .540) e da Crônica de Zuquenim.
- Tadeu (Adai I, Ada);
- Maris (ou Agis ou Agai);
- Palute;
- Histaspes (mencionado em 179);
- Barsameu (Barsamio) (m. 105);
- Conão (294);
- Saades (313-324);
- Etólio (324-341);
- Abraão I (?-361);
- Barses (Barsa) (361/362-373);
- Lupo (373-379) - Bispo ariano;
- Eulógio (379-387);
- Ciro I (?-395);
- Silvano (396-398);
- Paquida (Babilas) (398-409);
- Diógenes (409-411);
- Rábula (Rávula) (411/412- 435);
- Ibas (Donato) (435-449) - Deposto;
- Nono (449-451) - Nomeado Arcebispo de Heliópolis;
- Ibas (451-?) - Segunda vez;
- Nono (457-471) - Segunda vez;
- Ciro II (471-497);
- Pedro (497-510);
- Paulo (? - 518) - Exilado;
- Asclépio (522-524);
- Paulo (525-526) - Segunda vez;
- André (527-533);
- Amazônio (534-553);
- Teodoro (570-600);
- Jacó (mencionado em 620).

## Arcebispos siríacos
Bispos da Igreja Siríaca Ortodoxa. Durante o período posterior, também haviam bispos de rito bizantino ao lado deles.
- Jacó Baradeu (541-578);
- Severo (578-603);
- João (mencionado 609);
  - Aisquema (mencionado em 609) - Bispo nestoriano;
- Isaías (?-628) - Exilado;
- Simeão (628-650);
- Ciríaco (650-665);
- Daniel (665-684);
- Jacó (c . 684-688) - Renunciou;
- Habibe (688-708);
- Jacó (708-708) - Segunda vez;
- Gabriel (mencionado em 724);
- Constantino (729-754);
- Timóteo (754-761);
- Simeão (761) - Renunciou;
- Anastácio (761) - Renunciou;
- Elias (?-?);
- Basílio (no tempo do patriarca Ciríaco);
- Teodósio (no tempo do patriarca Ciríaco);
- Cirilo (no tempo do patriarca Dionísio de Tel-Mare);
- Elias (no tempo do patriarca Dionísio de Tel-Mare);
- Constantino (no tempo do patriarca Dionísio de Tel-Mare);
- Teodósio (mencionado em 825);
- Ciríaco (no tempo do patriarca Inácio II);
- Teodósio (no tempo do patriarca Dionísio II);
- Dióscoro (no tempo do patriarca Dionísio II);
- Timóteo (no tempo do patriarca Dionísio II);
- Filoxeno (no tempo do patriarca Basílio I);
- Abramo (no tempo do patriarca João V);
- Filoxeno (no tempo do Patriarca João VII);
- Atanásio (Josué) (no tempo do patriarca Dionísio IV);
- Haia (antes de 1034 - depois de 1074);
- Atanásio (no tempo do patriarca Basílio II);
- Basílio (? - 1101) - Deposto;
- Inácio (1101 -?);
- Atanásio (1130-?);
- Basílio (mencionado em 1166);
- Atanásio (c. 1169 -?);
- Basílio (?-?).

## Bispos armênios
Bispos da Igreja Armênia. Eles governaram ao lado de bispos siríacos, bizantinos e latinos.
- João (antes de 1144-depois de 1144) - Também chamado Ananias.

## Arcebispos latinos

### Arcebispos residentes
Na primeira metade do século XII, durante o período das Cruzadas e no Condado de Edessa, havia uma arquidiocese de rito latino sediada na cidade. Parece ter deslocado o bispo bizantino, mas governou ao lado dos bispos siríacos e armênios. A partir do século XIII, os bispos titulares foram às vezes nomeados.
- Bento (1100-1104);
- Hugo (? — 1142/1145) - Decapitado pelos muçulmanos.

### Arcebispos titulares
- Guilherme (Godofredo) (1266-?);
- João (1282 -?);
- Martinho (?-?);
- João Davi (1343 -?);
- Lívio Lílio (1625-1643) - Bispo auxiliar em Constantinopla;
- Giacinto di Subiano, OP (1644-1648) - Arcebispo de Esmirna;
- Johann Eberhard Nidhard, SJ (1671-1672) - Cardeal;
- Carlo Francesco Airoldi (1673-1683);
- Tomás Vidoni (1690-1708);
- Girolamo Grimaldi (1712-1730);
- Giovanni Battista Barni (1731-1743) - Cardeal;
- Antonius Milon (1745-1762);
- Manuel Ferrer y Figueiredo (1765-1777) - Arcebispo de Zamora;
- Gregorio Bandi (1787-1802);
- Francesco Bertazzoli (1802-1823) - Cardeal;
- Giacinto Placido Zurla, OSB  (1824-1834);
- Ignazio Giovanni Cadolini (1838-1843) - Arcebispo de Ferrara;
- Vincenzo Massoni (1856-1857);
- Gustav Adolf von Hohenlohe-Schillingsfürst (1857-1866) - Cardeal;
- Giuseppe Cardoni (1867-1873);
- Tommaso Michele Salzano, OP (1873-1890);
- Filippo Castracane degli Antelminelli (1891-1899);
- Gennaro Granito Pignatelli di Belmonte (1899-1911);
- Tommaso Pio Boggiani, OP (1912-1916) - Cardeal;
- Giovanni Battista Marenko, SDB (1917-1921);
- Mario Giardini (1921-1931) - Arcebispo de Ancona e Numana;
- Luigi Centoz (1932-1969);
- vago (1979-).